# H1821+643
H1821+643 est un quasar extrêmement lumineux abrité par une galaxie de type Seyfert 1 qui est la galaxie la plus brillante d'un amas très massif, CL 1821+64, située dans la constellation du Dragon. Le quasar et sa galaxie ont été découverts par une équipe d'astronomes à l'aide du satellite HEAO-2 en juillet 1979. En 2014, les astronomes ont identifié le trou noir de H1821+643 comme un des trous noirs les plus massifs avec une masse mesurée à 30 milliards de M☉. Plusieurs autres trous noirs sont plus massifs, mais leurs estimations de masse sont moins précises.

## Trou noir supermassif
Le trou noir supermassif de H1821+643 est l'un des plus massifs jamais découverts, tout un tas de techniques de calcul ont trouvé que le trou noir de H1821+643 a une masse tournant autour de ~10 milliards de M☉. Kim et al. (2004) et Floyd et al. (2008) ont utilisé les données du télescope spatial Hubble pour mesurer la luminosité du bulbe galactique et ainsi, pouvoir déterminer la masse du trou noir central de la galaxie. Kim et al. obtiendront un trou noir d'une masse de ~10 milliards de masses solaires et Floyd et al. obtiendront un trou noir d'une masse de 3 milliards de masses solaires. Une estimation de 2010 basée sur les émissions X de H1821+643 a obtenu une masse de ~3 milliards de masses solaires et idem en utilisant son émission ultraviolette. En mesurant son émission dans la raie d'émission hydrogène bêta, Capellupo et al. obtiendront un résultat de ~3 milliards masses solaires. Deux autres études de l'émission X du quasar trouvent une masse de ~6 milliards de masses solaires, les deux calculs étant basés sur des modèles concernant le disque d'accrétion. En modélisant les interactions entre le trou noir central et le milieu intergalactique, corrélé avec une diffusion Compton refroidissant, Walker et al. ont trouvé une masse de ~30 milliards de masses solaires. Le diamètre de Schwarzschild de ce trou noir (selon la dernière estimation) est d'environ 1150 UA, soit 14,5 fois le diamètre de l'orbite de Pluton.